# Croughton (Northamptonshire)
Pour les articles homonymes, voir Croughton.
Croughton est un petit village du sud du Northamptonshire, en Angleterre. La population de la paroisse civile était de 992 au recensement de 2011. Il est proche de la frontière avec l'Oxfordshire et le Buckinghamshire et se trouve à six kilomètres au sud-ouest de la ville de Brackley. Avec Aynho, c'est l'un des deux villages les plus au sud du comté.
L'école primaire de Croughton All Saints est basée sur High Street dans le village.

## Nom
Il n'y a pas une prononciation prédominante du nom du village ; les habitants prononcent sa première syllabe en insistant soit avec "thou", soit avec "crow". La prononciation du "thou" a été adoptée par les Américains de la RAF Croughton lorsque la base aérienne était utilisée par l'US Air Force. Dans les premiers enregistrements, le nom a des orthographes telles que Crewelton et signifie "ville à la fourche d'une rivière".

## Site
Croughton est situé sur la route B4031 en direction ouest de Buckingham et est proche du ruisseau Ockley, un affluent mineur de la rivière Cherwell, qu’il rencontre au sud-ouest d’Aynho.
Le village est dominé par la RAF Croughton, une base louée à long terme à l’armée de l’air américaine, à 3,2 km au sud-est.

## Historique
Le village est surtout connu pour son église paroissiale dédiée à la Toussaint, qui revêt une importance historique pour ses peintures murales. Un orme historique aurait séjourné dans l’église pendant 800 ans et, bien qu’il soit vraisemblablement mort des suites de la maladie hollandaise de l’orme dans les années 1970, sa disparition remonte au début des années 1900. 
Les vestiges d'un fort de l'âge du fer, le camp de Rainsborough, se trouvent au nord-ouest du village et le site du village médiéval d'Astwick, abandonné depuis longtemps, se situe au nord-est.

## Personnes notables
- Robert Freind[3]